# Polymerus gracilentus
Polymerus gracilentus är en insektsart som beskrevs av Knight 1925. Polymerus gracilentus ingår i släktet Polymerus och familjen ängsskinnbaggar. Inga underarter finns listade i Catalogue of Life.